# Günthersdorf
Günthersdorf este o comună din landul Saxonia-Anhalt, Germania.